# Димитър Манчев
Вижте пояснителната страница за други личности с името Манчев.
Димитър Тодоров Манчев е български филмов, театрален и телевизионен актьор.

## Биография
Роден е на 17 юли 1934 г. в София. Изиграва над 150 роли в театъра, киното и телевизията. Снимал се е в 12 български филма. Най-популярната му роля в киното е на Миташки в българския филм „Оркестър без име“ (1982). Другите му изяви на големия екран са в „Горещо пладне“ (1966), „Понеделник сутрин“ (1966), „Последният войвода“ (1968), „Герловска история“ (1971), „Най-добрият човек, когото познавам“ (1973), „Топло“ (1978), „Роялът“ (1979), „Непълнолетие“ (1981), „19 метра вятър“ (1986), „Трака-трак“ (1996) и „Рапсодия в бяло“ (2002).
Манчев завършва ВИТИЗ през 1959 г. и актьорският му дебют е във Видинския театър, а през 1962 година постъпва в трупата на Сатиричния театър, където преминава целият театрален творчески път на Манчев. До последната си роля той остава верен на любимия си театрален жанр – сатирата.
Едни от най-запомнящите му се роли на сцената на театъра са: Коваджик („Свинските опашчици“ от Ярослав Дитъл), Щатала („Смъртта на Тарелкин“ от Александър Сухово-Кобилин), г-н Фратю („Чичовци“ от Иван Вазов), Хесапов („Островът“ от Борис Априлов), Оргон („Тартюф“ от Молиер), Булингер („Швейк през Втората световна война“ от Бертолт Брехт), Гечев („Римска баня“ от Станислав Стратиев).
Сред другите му роли са още и Гаврил („Януари“ от Йордан Радичков), Угаров („Провинциални анекдоти“ от Александър Вампилов), Кметът („От много ум… вражалец“ от Ст. Л. Костов), Гушак („Лов на диви патици“ от А. Вампилов), Кросното („Сън в лятна нощ“ от Шекспир), Барах („Принцеса Турандот“ от Карло Гоци), Данко Харсъзина („Господин Балкански“ от Георги Данаилов), Методи („Одисей пътува за Итака“ от Константин Илиев), О`Хара („Арсеник и стари дантели“ от Джоузеф Кесълринг), Яковлев („Фалшивата монета“ от Максим Горки), Сорин („Чайка“ от Антон Чехов), Уилфред Бонд („Квартет“ от Роналд Харуд) и др.
Последната театрална роля на Димитър Манчев е на Поцо („В очакване на Годо“ от Самюъл Бекет, в постановка Лилия Абаджиева) през 2008 г.
Димитър Манчев умира внезапно на 14 януари 2009 г. на 74 години, докато е на преглед във Военномедицинска академия след остра диабетична криза. Погребан е в Централните софийски гробища.

## Памет
На Димитър Манчев е наречена улица в квартал „Кръстова вада“ в София (Карта).

## Театрални роли
- „В очакване на Годо“ (2008) (Самюъл Бекет)
- „Свинските опашчици“ (Ярослав Дитъл) - Коваджик
- „Смъртта на Тарелкин“ (Александър Сухово-Кобилин) - Щатала
- „Чичовци“ (Иван Вазов) - г-н Фратю
- „Островът“ (Борис Априлов) - Хесапов
- „Тартюф“ (Молиер) - Оргон
- „Швейк през Втората световна война“ (Бертолт Брехт) - Булингер
- „Римска баня“ (Станислав Стратиев) - Гечев
- „Януари“ (Йордан Радичков) - Гаврил
- „Провинциални анекдоти“ (Александър Вампилов) - Угаров
- „От много ум… вражалец“ (Ст. Л. Костов) - кметът
- „Лов на диви патици“ (А. Вампилов) - Гушак
- „Сън в лятна нощ“ (Шекспир) - Кросното
- „Принцеса Турандот“ (Карло Гоци) - Барах
- „Господин Балкански“ (Георги Данаилов) - Данко Харсъзина
- „Одисей пътува за Итака“ (Константин Илиев) - Методи
- „Арсеник и стари дантели“ (Джоузеф Кесълринг) - О`Хара
- „Фалшивата монета“ (Максим Горки) - Яковлев
- „Чайка“ (Антон Чехов) - Сорин
- „Квартет“ (Роналд Харуд) - Уилфред Бонд
- „Автобиография“ (1977) (Бранислав Нушич)
- „Напразни усилия на любовта“ (1963) (Уилям Шекспир)
- „Деветата вълна“ (1958) (Никола Вапцаров) - кръчмарят

## Телевизионен театър
- „Жребий“ (1989) (Васил Пекунов)
- „Пази се от ягуар“ (1988) (мюзикъл)
- „Изубеното писмо“ (1981) (Йон Караджале)
- „Престолът“ (1975) (Иван Вазов)
- „Малакова“ (1974) (Петко Славейков)
- „Новото пристанище“ (1972) (Ст. Л. Костов) - Бунов
- „Опечалена фамилия“ (1971) (Бранислав Нушич)
- „Кардашев на лов“ (1971) (Иван Вазов)
- „Диалози“ (1970) (Кръстю Пишурка)
- „Човекът от Ла Манча“ (1968) (мюзикъл)

## Филмография
| Година      | Филми и Сериали                           | Серии | Копродукции      | Роля |
| ----------- | ----------------------------------------- | ----- | ---------------- | --- |
| 2008        | Людмил и Руслана (тв сериал)              | 6     |                  | портиер |
| 2006        | Неочакван обрат (тв сериал)               | 13    |                  | Гошо (в X серия) |
| 2003        | Не се надвесвай навън                     | 3     |                  | шах Джафан, създателят на двореца Тадж Махал (в I серия)                                                                    |
| 2002        | Рапсодия в бяло                           |       |                  | старец от старческия дом |
| 2002        | Асистентът                                |       | България/Италия  | мъжът с китарата |
| 2001        | Печалбата                                 |       |                  | барманът |
| 1999        | Дяволът                                   |       |                  | доктор |
| 1995        | Трака-трак                                |       | България/Франция | циганинът |
| 1989        | Три срещи със загадъчното (тв сериал)     | 3     |                  | |
| 1989        | Мъже без мустаци (тв сериал)              | 6     |                  | |
| 1986        | Земляци-веселяци                          |       |                  | |
| 1986        | Почти вълшебно приключение (тв сериал)    | 2     |                  | клоун |
| 1985        | 19 метра вятър                            |       |                  | бай Гиньо |
| 1982        | Розовите пеликани                         | 2     |                  | мотористът |
| 1981        | Игра с огъня                              |       |                  | селянинът |
| 1981        | Оркестър без име                          |       |                  | другаря Миташки |
| 1981        | Непълнолетие (тв)                         |       |                  | бай Сотир, чичото на Лена                                                                                                   |
| 1981        | Слънце на детството (тв сериал)           | 2     |                  | месарят |
| 1981        | Неочаквана ваканция (тв сериал)           | 4     |                  | бръснарят Коцо |
| 1981        | Капитан Петко войвода (тв сериал)         | 12    |                  | стражар в Ич Кале (в 2 серии: X, XI)                                                                                        |
| 1979        | Роялът                                    |       |                  | строител |
| 1978        | Топло                                     |       |                  | съучастник на Лалов №1 |
| 1978        | Селцето                                   | 2     |                  | |
| 1978        | Селцето (тв сериал)                       | 5     |                  | |
| 1975        | Чудесна катастрофа                        |       |                  | |
| 1975        | Магистрала                                |       |                  | |
| 1974        | Нако, Дако, Цако                          | 3     |                  | похитител (във II серия: „Шофьори“)/Григор (в III серия: „Моряци“)                                                          |
| 1973        | Най-добрият човек, когото познавам!       |       |                  | Димитър Инджезов |
| 1973        | Аероплани                                 |       |                  | съсед |
| 1972 - 1980 | Лека нощ, възрастни!.. (тв сериал)        | 27    |                  | изобретателят/продавачът/дявол                                                                                              |
| 1971        | Герловска история                         |       |                  | Стоян Семов - Семката |
| 1971        | Края на песента                           |       |                  | козар |
| 1969-1971   | На всеки километър                        | 26    |                  | Киро Факиро (в XIII серия: „Първият ден“, 1969)                                                                             |
| 1967        | Шведските крале                           |       |                  | |
| 1967        | А с Альоша сме приятели                   |       |                  | милиционерът Березайко |
| 1967        | Последният войвода                        |       |                  | полицай |
| 1967        | Човекът в сянка                           |       |                  | |
| 1966        | Горещо пладне                             |       |                  | машинистът |
| 1964        | Понеделник сутрин                         |       |                  | свалячът |
| 1965 - 1974 | Произшествие на сляпата улица (тв сериал) | 6     |                  | Ахил Спиридонов, археолог и старши научен сътрудник, работещ в музея / фалшивия поп (в VI серия: „Сълзите на черепа“, 1974) |
| 1964        | Веригата                                  |       |                  | |
| 1964        | Паролата                                  |       |                  | |